# Chloroclystis semialbata
Chloroclystis semialbata là một loài bướm đêm trong họ Geometridae.